# Shirley (Arkansas)
Shirley – miasto w Stanach Zjednoczonych, w stanie Arkansas, w hrabstwie Van Buren.